# ブラッド・ウィットフォード
ブラッド・ウィットフォード（Bradley Ernest Whitford 1952年2月23日 - ）は、アメリカのロックバンド・エアロスミスのメンバーで、リズムギターを担当。
1970年に高校を卒業後、バークリー音楽大学に進学。地元のバンドに参加するようになり、1971年にレイモンド・タバーノの代わりにエアロスミスに加入した。その後、エアロスミスは1970年代に最も成功したバンドの1つとなったが、1970年代終わりにその成功は次第に小さなものとなり、1981年に脱退してデレク・セント・ホルムズとのコンビで活動を始めたが、アルバムを1枚出したのみで解散した。同じくエアロスミスを脱退していたジョー・ペリーのツアー、The Joe Perry Projectで活動した後、1984年に2人はエアロスミスに復帰。その後、アルコール依存症からの治療を続けながらメンバーとして活動を続けた。
1994年のアジアツアーの途中で、家族の病気で一時ツアーを離脱した。
ジョーからは「俺よりギターが上手い」と信頼を寄せられている。
また、愛車フェラーリでの交通事故により手術をしたため、2009年夏のツアーを1か月ほど欠席した。